# De par en par
De par en par es un álbum recopilatorio (décimo en general) de la cantante española Marta Sánchez. Fue lanzado el 2 de noviembre de 2010, producido por Carlos Jean y bajo el sello discográfico de Universal Records. Debutó en el puesto número 8 en los Top 100 álbumes de España.

## Información
De par en par es un recopilatorio con duetos, con la participación de Nena Daconte, Luis Fonsi, Sergio Dalma, Belinda, Malú, Bebe, Hombres G, Vega, Nek, José Mercé, James Morrison, Emilia de Poret, Antonio Campó y una colaboración póstuma de Antonio Vega.
Se incluye un tema titulado Canción para Daniela, compuesto por Marta. Daniela Spanic, actriz venezolana (y hermana de la también actriz Gabriela Spanic), contó que una de las canciones de Marta le había ayudado a salir del coma en el que se encontraba. Marta le rinde su homenaje particular dedicándole esta canción.

## Canciones
| #  | Título                                       | Composición                                                           | Duración |
| -- | -------------------------------------------- | --------------------------------------------------------------------- | -------- |
| 1  | Soy yo (con Nena Daconte)                    | M. Taylor / P. Barry / S. Torch                                       | 3:34     |
| 2  | Desconocida (con Vega)                       | S.M. Deutsch / M. Shepstone / C. De Walden / S. Singer / C.T. Montoro | 3:17     |
| 3  | Con solo una mirada (con Bebe)               | G.N. Montesano González                                               | 3:03     |
| 4  | Moja mi corazón (con Luis Fonsi)             | F. Osorio / A. Federico Levín / C. Celli                              | 3:38     |
| 5  | Desesperada (con Belinda)                    | A. Roberts / S. M. Singer / C. Toro Montoro                           | 3:56     |
| 6  | Quiero más de ti (con Hombres G)             | C. Toro Montoro / B. Meinunger / A. Weindorf                          | 3:45     |
| 7  | Escrito sobre el viento (con Antonio Vega)   | J.M. Vargas Sánchez                                                   | 3:39     |
| 8  | Soldados del amor (con Malú)                 | A. Levin / N. Rodgers                                                 | 4:03     |
| 9  | Levántate (con Nek)                          | P. Hallstrom / L. Andersson / N. Notini / M. Sánchez / J.C. Lumbreras | 2:57     |
| 10 | No te quiero más (con José Mercé)            | M. Viscuso                                                            | 4:49     |
| 11 | En tus brazos (con Sergio Dalma)             | A. Mastofrancesco / V. Mastofrancesco / C. T. Montoro                 | 3:57     |
| 12 | This ain't a love song (con Emilia de Poret) | A. Birgisson / S. Kotecha                                             | 3:15     |
| 13 | Broken strings (con James Morrison)          | J. Morrison / F. T. Smith / N. Woodford / Adaptado por Luis Villa     | 4:16     |
| 14 | Canción para Daniela                         | A. Mastofrancesco / V. Mastofrancesco / M. Sánchez / J. Fowler        | 4:51     |
| 15 | Deh! Vieni alla finestra (con Antonio Campó) | Wolfgang Amadeus Mozart                                               | 1:49     |

## Personal
- Ingeniero (Grabación y Mezcla Asistente): Alex García, Carlos Del Río, Joaquín Pizarro, Rafael Soler, Rubén Suárez, Santiago Quizhpe
- Productora Ejecutiva: Eva Manzano
- Guitarra y bajo: Carlos Jean
- Mixed de, dominado por: José Luis Crespo (Pista: todas excepto la 12)
- Fotografía: Santiago Esteban
- Productor: Carlos Jean
- Programado por: Carlos Jean
- Grabado por: Santiago Quizhpe (Pista 14)
- Grabado por, dirigido por (voces): José Luis Crespo (Pistas 4, 10, 11 y 13), Raúl Quílez (Pistas 1, 2, 3, 5, 6, 7, 8, 9, 12, 14 y 15)

## Listas

### Semanales
| País   | Lista           | Primera semana | Posición de ingreso | Mejor posición | Semanas en la mejor posición | Semanas en el ranking | Última semana |
| ------ | --------------- | -------------- | ------------------- | -------------- | ---------------------------- | --------------------- | ------------- |
| Europa |                 |                |                     |                |                              |                       |               |
| España | Top 100 álbumes | 07/11/2010     | 8                   | 8              | 1                            | 13                    | 30/01/2011    |